# Zbožíčko
Zbožíčko település Csehországban, a Nymburki járásban. Zbožíčko Čilec, Straky, Kostomlaty nad Labem és Milovice településekkel határos. Lakosainak száma 259 fő (2024. január 1.).

## Népesség
A település lakosságának változását az alábbi diagram mutatja:
| Lakosok száma | 247  | 332  | 369  | 299  | 208  | 175  | 229  | 229  | 247  | 259  |
|               | 1869 | 1890 | 1921 | 1950 | 1980 | 2001 | 2017 | 2019 | 2022 | 2024 |